# Campeonato Asiático de Ciclismo
O Campeonato Asiático de Ciclismo é uma competição anual asiática de ciclismo em estrada e pista desde 1963, exclusivamente para os países membros da Confederação de Ciclismo da Ásia. O campeonato é composto de diferentes provas, tanto masculinas e femininas, e sendo na categoria elite e sub-23. Faz parte da UCI Asia Tour.

## Competições
| Edição | Ano  | País               | Cidade        | Velódromo                   |
| ------ | ---- | ------------------ | ------------- | --------------------------- |
| I      | 1963 | Malásia            | Kuala Lumpur  | Merdeka Stadium             |
| II     | 1965 | Filipinas          | Manila        |                             |
| III    | 1967 | Tailândia          | Bancoque      |                             |
| IV     | 1969 | Coreia do Sul      | Seul          |                             |
| V      | 1971 | Singapura          | Singapura     | Farrer Park Stadium         |
| VI     | 1973 | Japão              | Izu           |                             |
| VII    | 1975 | Indonésia          | Jacarta       |                             |
| VIII   | 1977 | Filipinas          | Manila        |                             |
| IX     | 1979 | Malásia            | Kuala Lumpur  |                             |
| X      | 1981 | Tailândia          | Bancoque      |                             |
| XI     | 1983 | Filipinas          | Manila        |                             |
| XII    | 1985 | Coreia do Sul      | Incheon       |                             |
| XIII   | 1987 | Indonésia          | Jacarta       |                             |
| XIV    | 1989 | Índia              | Nova Déli     |                             |
| XV     | 1991 | China              | Pequim        |                             |
| XVI    | 1993 | Malásia            | Ipoh          |                             |
| XVII   | 1995 | Filipinas          | Cidade Quezon | Complexo Esportivo Amoranto |
| XVIII  | 1997 | Irão Coreia do Sul | Teerã Seoul   |                             |
| XIX    | 1999 | Japão              | Maebashi      | Green Dome Maebashi         |

| Edição  | Ano  | País                   | Cidade             | Velódromo                                  |
| ------- | ---- | ---------------------- | ------------------ | ------------------------------------------ |
| XX      | 2000 | China                  | Xangai             |                                            |
| XXI     | 2001 | Taipé Chinesa          | Kaohsiung Taichung |                                            |
| XXII    | 2002 | Tailândia              | Bancoque           |                                            |
| XXIII   | 2003 | Coreia do Sul          | Changwon           | Velódromo de Changwon                      |
| XXIV    | 2004 | Japão                  | Yokkaichi          | Velódromo Keirin de Yokkaichi              |
| XXV     | 2005 | Índia                  | Ludhiana           | Punjab Agricultural University's Velodrome |
| XXVI    | 2006 | Malásia                | Kuala Lumpur       | Velódromo de Kuala Lumpur City Hall        |
| XXVII   | 2007 | Tailândia              | Bancoque           | Velódromo de Huamark                       |
| XXVIII  | 2008 | Japão                  | Nara               | Velódromo Keirin de Nara                   |
| XXIX    | 2009 | Indonésia              | Tenggarong         | Velódromo de Tenggarong                    |
| XXX     | 2010 | Emirados Árabes Unidos | Xarja              | Velódromo de Zayed                         |
| XXXI    | 2011 | Tailândia              | Nakhon Ratchasima  | King’s 80th Birthday Anniversary Velodrome |
| XXXII   | 2012 | Malásia                | Kuala Lumpur       | Velódrom de Cheras                         |
| XXXIII  | 2013 | Índia                  | Nova Déli          | Velódromo de Indira Gandhi                 |
| XXXIV   | 2014 | Cazaquistão            | Astana             | Velódromo de Saryarka                      |
| XXXV    | 2015 | Tailândia              | Nakhon Ratchasima  | King's 80th Birthday Anniversary Velodrome |
| XXXVI   | 2016 | Japão                  | Izu                | Velódromo de Izu                           |
| XXXVII  | 2017 | Barém                  | Manama             |                                            |
| XXXVIII | 2018 | Myanmar                | Nepiedó            |                                            |
| XXXIX   | 2019 | Uzbequistão            | Tasquente          |                                            |
| XXXVX   | 2020 | Malásia                |                    |                                            |

## Eventos de estrada masculina

### Estrada individual
| Ano  | Medalha de ouro                | Medalha de prata                      | Medalha de bronze     |
| ---- | ------------------------------ | ------------------------------------- | --------------------- |
| 1963 | Taworn Jirapan                 | Masashi Omiya                         | Wanchai Weelasineekul |
| 1999 | Serguei Yakovlev               | Hidenori Nodera                       |                       |
| 2001 | Wong Kam-po                    | Arnel Quirimit                        | Junichi Shibuya       |
| 2002 | Wang Guozhang                  | Ahad Kazemi                           | Wong Kam-po           |
| 2003 | Shinri Suzuki                  | Hidenori Nodera                       | Hassan Maleki         |
| 2004 | Shinri Suzuki                  | Maxim Iglinsky                        | Valeriy Dmitriyev     |
| 2005 | Joo Hyun-wook                  | Omar Hasanein                         | Dmitriy Gruzdev       |
| 2006 | Mehdi Sohrabi                  | Shinichi Fukushima                    | Omar Hasanein         |
| 2007 | Takashi Miyazawa               | Hossein Askari                        | Chan Chun Hing        |
| 2008 | Fumiyuki Beppu                 | Temur Mukamedov                       | Takashi Miyazawa      |
| 2009 | Dmitry Fofonov                 | Alexander Vinokourov                  | Valentin Iglinsky     |
| 2010 | Mehdi Sohrabi                  | Takashi Miyazawa                      | Hossein Nateghi       |
| 2011 | Yukiya Arashiro                | Muradjan Khalmuratov                  | Hossein Askari        |
| 2012 | Wong Kam-po                    | Mehdi Sohrabi                         | Taiji Nishitani       |
| 2013 | Muradjan Khalmuratov           | Arvin Moazzemi                        | Andrey Mizourov       |
| 2014 | Ruslan Tleubayev               | Maxim Iglinsky                        | Dmitriy Gruzdev       |
| 2015 | Hossein Askari                 | Yousif Mohammed Ahmed Mirza Alhammadi | Kohei Uchima          |
| 2016 | Cheung King Lok                | Yukiya Arashiro                       | Fumiyuki Beppu        |
| 2017 | Park Sang-hong                 | Yousif Mirza                          | Zhandos Bizhigitov    |
| 2018 | Predefinição:EAUb Yousif Mirza | Fumiyuki Beppu                        | Mehdi Sohrabi         |
| 2019 | Yevgeniy Gidich                | Lyu Xianjing                          | Feng Chun-kai         |

### Contrarrelógio individual
| Ano  | Medalha de ouro      | Medalha de prata      | Medalha de bronze    |
| ---- | -------------------- | --------------------- | -------------------- |
| 1963 | Taworn Jirapan       | Masashi Omiya         | Ng Joo Pong          |
| 1995 | Andrey Mizourov      | Kim Tae-ho            | Aleksandr Dyadichkin |
| 1999 | Andrey Mizourov      | Serguei Yakovlev      | Osamu Sumida         |
| 2001 | Hossein Askari       | Jamsran Ulzii-Orshikh | Wong Kam-po          |
| 2002 | Kazuya Okazaki       | Tonton Susanto        | Shi Guijun           |
| 2003 | Hossein Askari       | Mai Cong Hieu         | Kazuya Okazaki       |
| 2004 | Assan Bazayev        | Hossein Askari        | Ghader Mizbani       |
| 2005 | Youm Jung-hwan       | Hossein Askari        | Vladimir Tuychiev    |
| 2006 | Andrey Mizourov      | Ghader Mizbani        | Makoto Iijima        |
| 2007 | Eugen Wacker         | Hossein Askari        | Vladimir Tuychiev    |
| 2008 | Eugen Wacker         | Alexey Kolessov       | Yukiya Arashiro      |
| 2009 | Alexander Vinokourov | Andrey Mizourov       | Eugen Wacker         |
| 2010 | Andrey Mizourov      | Hossein Askari        | Eugen Wacker         |
| 2011 | Eugen Wacker         | Dmitriy Gruzdev       | Hossein Askari       |
| 2012 | Eugen Wacker         | Dmitriy Gruzdev       | Hossein Askari       |
| 2013 | Muradjan Khalmuratov | Andrey Mizourov       | Eugen Wacker         |
| 2014 | Dmitriy Gruzdev      | Eugen Wacker          | Choe Hyeong-min      |
| 2015 | Hossein Askari       | Zhandos Bizhigitov    | Choe Hyeong-min      |
| 2016 | Cheung King Lok      | Choe Hyeong-min       | Alireza Haghi        |
| 2017 | Dmitriy Gruzdev      | Choe Hyeong-min       | Cheung King Lok      |
| 2018 | Cheung King Lok      | Choe Hyeong-min       | Arvin Moazemi        |
| 2019 | Daniil Fominykh      | Feng Chun-kai         | Cheung King Lok      |

## Eventos de estrada feminina

### Estrada individual
| Ano  | Medalha de ouro   | Medalha de prata    | Medalha de bronze   |
| ---- | ----------------- | ------------------- | ------------------- |
| 1999 | Miho Oki          | Yang Limei          | Akemi Morimoto      |
| 2001 | Kim Yong-mi       | Hoang Thi Thanh Tan | Miho Oki            |
| 2002 | Yang Limei        | Tamamo Nakamura     | Jiang Yanxia        |
| 2003 | Jiang Yanxia      | Zhang Junying       | Choi Hye-Kyeong     |
| 2004 | Zhang Junying     | Chanpeng Nontasin   | Akemi Morimoto      |
| 2005 | You Jin-a         | Ni Fenghan          | Sidra Sadaf         |
| 2006 | Han Song-hee      | Liu Yongli          | Lee Min-hye         |
| 2007 | Meng Lang         | Noor Azian Alias    | Gu Sun-geun         |
| 2008 | Gao Min           | Miho Oki            | Choi Hye-Kyeong     |
| 2009 | Tang Kerong       | Hsiao Mei-yu        | Natalya Stefanskaya |
| 2010 | You Jin-a         | Natalya Stefanskaya | Jutatip Maneephan   |
| 2011 | Hsiao Mei-yu      | Gu Sun-geun         | Jutatip Maneephan   |
| 2012 | Hsiao Mei-yu      | Gu Sun-geun         | Jutatip Maneephan   |
| 2013 | Hsiao Mei-yu      | Liu Xiaohui         | Zhao Na             |
| 2014 | Hsiao Mei-yu      | Diao Xiao Juan      | Gu Sun-geun         |
| 2015 | Huang Ting-ying   | Hsiao Mei-yu        | Zhao Juan Meng      |
| 2016 | Na Ah-reum        | Yixian Pu           | Mayuko Hagiwara     |
| 2017 | Qianyu Yang       | Na Ah-reum          | Miho Yoshikawa      |
| 2018 | Nguyen Thi That   | Huang Ting-ying     | Chang Yao           |
| 2019 | Olga Zabelinskaïa | Na Ah-reum          | Somayeh Yazdani     |

### Contrarrelógio individual
| Ano  | Medalha de ouro          | Medalha de prata  | Medalha de bronze        |
| ---- | ------------------------ | ----------------- | ------------------------ |
| 1995 | Ma Huizhen               | Song Chung-mi     | Chang Hsu-ying           |
| 1999 | Zhao Haijuan             | Shim Jung-hwa     | Miyoko Karami            |
| 2001 | Lim Hang-jun             | Miho Oki          | Chen Chiung-yi           |
| 2002 | Li Meifang               | Yuan Yange        | Monrudee Chapookam       |
| 2003 | Li Meifang               | Han Song-hee      | Ayumi Otsuka             |
| 2004 | Li Meifang               | Miyoko Karami     | Zhang Junying            |
| 2005 | Li Meifang               | Han Song-hee      | Huang Ho-Hsun            |
| 2006 | Wang Li                  | Lee Min-hye       | Satomi Wadami            |
| 2007 | Li Meifang               | Lee Min-hye       | Miho Oki                 |
| 2008 | Li Meifang               | Liu Yongli        | Mayuko Hagiwara          |
| 2009 | Tang Kerong              | Chanpeng Nontasin | Marina Andreichenko      |
| 2010 | Son Eun-ju               | Mayuko Hagiwara   | Monrudee Chapookam       |
| 2011 | Chanpeng Nontasin        | Son Eun-ju        | Jamie Wong               |
| 2012 | Na Ah-reum               | Minami Uwano      | Wang Cui                 |
| 2013 | Enkhjargal Tüvshinjargal | Minami Uwano      | Jamie Wong               |
| 2014 | Na Ah-reum               | Eri Yonamine      | Enkhjargal Tüvshinjargal |
| 2015 | Na Ah-reum               | Mayuko Hagiwara   | Enkhjargal Tüvshinjargal |
| 2016 | Mayuko Hagiwara          | Lee Ju-mi         | Yao Pang                 |
| 2017 | Hongyu Liang             | Lee Ju-mi         | Yumi Kajihara            |
| 2018 | Lee Ju-mi                | Huang Ting-ying   | Miyoko Karami            |
| 2019 | Olga Zabelinskaïa        | Lee Ju-mi         | Huang Ting-ying          |

## Eventos de pista masculino

### Velocidade
| Ano  | Medalha de ouro   | Medalha de prata     | Medalha de bronze            |
| ---- | ----------------- | -------------------- | ---------------------------- |
| 1995 | Hyun Byung-chul   | Kazuhiro Kaida       | Toshinobu Saito              |
| 1999 | Hideki Yamada     | Noriaki Mabuchi      | Hyun Byung-chul              |
| 2001 | Takashi Kaneko    | Cho Hyun-ok          | Hiroyuki Nunoi               |
| 2002 | Kiyofumi Nagai    | Wu Hsien-tang        | Gao Zhiguo                   |
| 2003 | Kim Chi-bum       | Yuichiro Maesori     | Hiroyuki Inagaki             |
| 2004 | Hiroyuki Inagaki  | Tsubasa Kitatsuru    | Jeon Yeong-gyu               |
| 2005 | Tsubasa Kitatsuru | Zhang Lei            | Gao Yahui                    |
| 2006 | Tsubasa Kitatsuru | Zhang Lei            | Kazuya Narita                |
| 2007 | Tsubasa Kitatsuru | Kazunari Watanabe    | Josiah Ng                    |
| 2008 | Azizulhasni Awang | Choi Lae-seon        | Tang Qi                      |
| 2009 | Azizulhasni Awang | Kazunari Watanabe    | Bao Saifei                   |
| 2010 | Zhang Miao        | Kang Dong-jin        | Yudai Nitta                  |
| 2011 | Tsubasa Kitatsuru | Zhang Miao           | Azizulhasni Awang            |
| 2012 | Kazunari Watanabe | Azizulhasni Awang    | Zhang Lei                    |
| 2013 | Josiah Ng         | Hassan Ali Varposhti | Choi Lae-seon                |
| 2014 | Azizulhasni Awang | Seiichiro Nakagawa   | Kang Dong-jin                |
| 2015 | Tomoyaki Kawabata | Azizulhasni Awang    | Kang Dong-jin                |
| 2016 | Im Chae-bin       | Xu Chao              | Azizulhasni Awang            |
| 2017 | Azizulhasni Awang | Tomoyuki Kawabata    | Yuta Wakimoto                |
| 2018 | Kazunari Watanabe | Azizulhasni Awang    | Im Chae-bin                  |
| 2019 | Azizulhasni Awang | Xu Chao              | Muhammad Shah Firdaus Sahrom |
| 2020 | Azizulhasni Awang | Yuta Wakimoto        | Tomohiro Fukaya              |

### 1km contrarrelógio
| Ano  | Medalha de ouro            | Medalha de prata           | Medalha de bronze          |
| ---- | -------------------------- | -------------------------- | -------------------------- |
| 1971 | Yaichi Numata              | Benjamin Evangelista       | Daud Ibrahim               |
| 1995 | Narihiro Inamura           | Hong Suk-hwan              | Masanaga Shiohara          |
| 1999 | Narihiro Inamura           | Ji Sung-hwan               | Hong Suk-hwan              |
| 2001 | Keiichi Omori              | Song Kyung-bang            | Huang Chih-ying            |
| 2002 | Keiichi Omori              | Lin Chih-hsan              | Yan Liheng                 |
| 2003 | Masaki Inoue               | Guo Jianbin                | Liu Chin-feng              |
| 2004 | Masaki Inoue               | Keiichiro Yaguchi          | Ma Yajun                   |
| 2006 | Kang Dong-jin              | Yusho Oikawa               | Wu Dan                     |
| 2007 | Li Wenhao                  | Kang Dong-jin              | Mohd Rizal Tisin           |
| 2008 | Mohd Rizal Tisin           | Li Wenhao                  | Yudai Nitta                |
| 2009 | Han Tao                    | Mohd Rizal Tisin           | Wong Kin Chung             |
| 2010 | Zhang Miao                 | Mohd Hafiz Sufian          | Yudai Nitta                |
| 2011 | Mohd Rizal Tisin           | Zhang Miao                 | Han Jae-ho                 |
| 2012 | Mohd Edrus Yunus           | Mahmoud Parash             | Wu Lok Chun                |
| 2013 | Jun Won-gu                 | Kenta Inake                | Hsiao Shih-hsin            |
| 2014 | Im Chae-bin                | Yuka Wakimoto              | Wu Lok Chun                |
| 2015 | Im Chae-bin                | Wu Lok Chun                | Ehsan Khademi              |
| 2016 | Mohammad Daneshvar Khorram | Shugo Hayasaka             | Kim Woo-gyeom              |
| 2017 | Mohammad Daneshvar Khorram | Hsiao Shih-hsin            | Na Jung-gyu                |
| 2018 | Tomohiro Fukaya            | Hsiao Shih-hsin            | Mohammad Daneshvar Khorram |
| 2019 | Sergey Ponomaryov          | Hsiao Shih-hsin            | Kim Jun-cheol              |
| 2020 | Andrey Chugay              | Muhammad Fadhil Mohd Zonis | Liu Qi                     |

### Keirin
| Ano  | Medalha de ouro   | Medalha de prata             | Medalha de bronze            |
| ---- | ----------------- | ---------------------------- | ---------------------------- |
| 1995 | Masanaga Shiohara | Tsutomu Yokota               |                              |
| 1999 | Shinichi Ota      | Yuichiro Kamiyama            | Eum In-young                 |
| 2001 | Toshiaki Fushimi  | Hisanori Uchibayashi         | Kim Chi-bum                  |
| 2002 | Hiroshi Tsutsumi  | Masaya Kurita                | Shi Qingyu                   |
| 2003 | Keiichiro Yaguchi | Shinichi Ota                 | Kim Chi-bum                  |
| 2004 | Keiichiro Yaguchi | Choi Jeong-wook              | Hiroyuki Inagaki             |
| 2005 | Cho Ho-sung       | Tsubasa Kitatsuru            | Zhang Lei                    |
| 2006 | Mohd Rizal Tisin  | Hiroyuki Inagaki             | Wong Kin Chung               |
| 2007 | Azizulhasni Awang | Toshiaki Fushimi             | Mahmoud Parash               |
| 2008 | Azizulhasni Awang | Kiyofumi Nagai               | Choi Lae-seon                |
| 2009 | Kazunari Watanabe | Mohd Hafiz Sufian            | Mahmoud Parash               |
| 2010 | Kazunari Watanabe | Kazuya Narita                | Mohd Hafiz Sufian            |
| 2011 | Kota Asai         | Josiah Ng                    | Azizulhasni Awang            |
| 2012 | Josiah Ng         | Azizulhasni Awang            | Kazunari Watanabe            |
| 2013 | Josiah Ng         | Mahmoud Parash               | Jun Won-gu                   |
| 2014 | Yuta Wakimoto     | Azizulhasni Awang            | Im Chae-bin                  |
| 2015 | Azizulhasni Awang | Kazunari Watanabe            | Worayut Kapunya              |
| 2016 | Im Chae-bin       | Xu Chao                      | Azizulhasni Awang            |
| 2017 | Yuta Wakimoto     | Kazunari Watanabe            | Muhammad Shah Firdaus Sahrom |
| 2018 | Tomoyuki Kawabata | Im Chae-bin                  | Azizulhasni Awang            |
| 2019 | Yuta Wakimoto     | Muhammad Shah Firdaus Sahrom | Tomoyuki Kawabata            |
| 2020 | Yuta Wakimoto     | Azizulhasni Awang            | Yudai Nitta                  |

### Perseguição individual
| Ano  | Medalha de ouro   | Medalha de prata  | Medalha de bronze         |
| ---- | ----------------- | ----------------- | ------------------------- |
| 1971 | Kazumasa Yamamoto | Kwon Jung-hyun    | Romin Salamante           |
| 1995 | Vadim Kravchenko  | Eugen Wacker      |                           |
| 1999 | Vadim Kravchenko  | Wong Kam-po       | Noriyuki Iijima           |
| 2001 | Vadim Kravchenko  | Noriyuki Iijima   | Wong Kam-po               |
| 2002 | Noriyuki Iijima   | Hossein Askari    | Wong Kam-po               |
| 2003 | Alireza Haghi     | Jang Sun-jae      | Vladimir Bushanskiy       |
| 2004 | Kei Uchida        | Hossein Askari    | Alireza Haghi             |
| 2005 | Jang Sun-jae      | Alexey Lyalko     | Joo Hyun-wook             |
| 2006 | Jang Sun-jae      | Hwang In-hyeok    | Kei Uchida                |
| 2007 | Hwang In-hyeok    | Mehdi Sohrabi     | Amir Zargari              |
| 2008 | Hossein Nateghi   | Alexey Kolessov   | Kim Dong-hun              |
| 2009 | Li Wei            | Vladimir Tuychiev | Feng Chun-kai             |
| 2010 | Jang Sun-jae      | Feng Chun-kai     | Hossein Askari            |
| 2011 | Jang Sun-jae      | Alireza Haghi     | Kazushige Kuboki          |
| 2012 | Alireza Haghi     | Cheung King Lok   | Vladimir Tuychiev         |
| 2013 | Jang Sun-jae      | Dias Omirzakov    | Alireza Haghi             |
| 2014 | Im Jae-yeon       | Yuan Zhong        | Behnam Khalilikhosroshahi |
| 2015 | Park Sang-hoon    | Cheung King Lok   | Ryo Chikatani             |
| 2016 | Cheung King Lok   | Dias Omirzakov    | Min Kyeong-ho             |
| 2017 | Park Sang-hoon    | Artyom Zakharov   | Li Wen-chao               |
| 2018 | Ryo Chikatani     | Min Kyeong-ho     | Artyom Zakharov           |
| 2019 | Min Kyeong-ho     | Alisher Zhumakan  | Li Wen-chao               |
| 2020 | Park Sang-hoon    | Alisher Zhumakan  | Min Kyeong-ho             |

### Corrida por pontos
| Ano  | Medalha de ouro    | Medalha de prata                      | Medalha de bronze    |
| ---- | ------------------ | ------------------------------------- | -------------------- |
| 1995 | Masahiro Yasuhara  | Daisaku Takahashi                     | Sergey Lavrinenko    |
| 2001 | Cho Ho-sung        | Chun Dae-hong                         | Makoto Iijima        |
| 2002 | Makoto Iijima      | Noriyuki Iijima                       | Wong Kam-po          |
| 2003 | Song Kyung-bang    | Mehdi Sohrabi                         | Taiji Nishitani      |
| 2004 | Song Kyung-bang    | Wong Kam-po                           | Abbas Saeidi Tanha   |
| 2005 | Alexey Lyalko      | Youm Jung-hwan                        | Makoto Iijima        |
| 2006 | Makoto Iijima      | Hossein Askari                        | Cheung King Wai      |
| 2007 | Feng Chun-kai      | Kazuhiro Mori                         | Makoto Iijima        |
| 2008 | Ilya Chernyshov    | Kazuhiro Mori                         | Vadim Shaekhov       |
| 2009 | Vladimir Tuychiev  | Kazuhiro Mori                         | Kwok Ho Ting         |
| 2010 | Cho Ho-sung        | Amir Zargari                          | Kwok Ho Ting         |
| 2011 | Mohammad Rajabloo  | Park Sung-baek                        | Adiq Husainie Othman |
| 2012 | Kazuhiro Mori      | Mohammad Rajabloo                     | Choi Seung-woo       |
| 2013 | Cho Ho-sung        | Choi Ki Ho                            | Mohammad Rajabloo    |
| 2014 | Cheung King Lok    | Feng Chun Kai                         | Mohammad Rajabloo    |
| 2015 | Takuto Kurabayashi | Yousif Mohammed Ahmed Mirza Alhammadi | Shin Don-gin         |
| 2016 | Min Kyeong-ho      | Cheung King Lok                       | Chen Cão-liang       |
| 2017 | Takuto Kurabayashi | Chen Chien-chou                       | Yousif Mirza         |
| 2018 | Yousif Mirza       | Cheung King Lok                       | Muradian Khalmuratov |
| 2019 | Park Sang-hoon     | Artyom Zakharov                       | Muradjan Khalmuratov |
| 2020 | Kim Eu-ro          | Bernard Benyamin van Aert             | Roman Vassilenkov    |

### Scratch
| Ano  | Medalha de ouro           | Medalha de prata            | Medalha de bronze           |
| ---- | ------------------------- | --------------------------- | --------------------------- |
| 2003 | Song Kyung-bang           | Mehdi Sohrabi               | Alireza Haghi               |
| 2004 | Kei Uchida                | Wang Guozhang               | Wong Kam-po                 |
| 2005 | You Tae-bok               | Kazuhiro Mori               | Alexey Zaitsev              |
| 2006 | You Tae-bok               | Mohd Sayuti Mohd Zahit      | Wong Kam-po                 |
| 2007 | Mohamed Harrif Salleh     | Reona Sumi                  | Suphat Theerawanitchanan    |
| 2008 | Reona Sumi                | Temur Mukhamedov            | Lee Wei-cheng               |
| 2009 | Mehdi Sohrabi             | Ilya Chernyshov             | Wong Kam-po                 |
| 2010 | Choe Hyeong-min           | Evgeniy Sladkov             | Turakit Boonratanathanakorn |
| 2011 | Jang Sun-jae              | Arvin Moazzami              | Turakit Boonratanathanakorn |
| 2012 | Feng Chun-kai             | Turakit Boonratanathanakorn | Mohamed Harrif Salleh       |
| 2013 | Cho Ho-sung               | Hossein Nateghi             | Liu Chih-feng               |
| 2014 | Cho Ho-sung               | Behnam Khalilikhosroshahi   | Feng Chun-kai               |
| 2015 | Behnam Khalilikhosroshahi | Jan Paul Morales            | Liu Chin-feng               |
| 2016 | Takuto Kurabayashi        | Robert Gaineyev             | Park Keon-woo               |
| 2017 | Leung Chun Wing           | Mohammad Rajablou           | Robert Gaineyev             |
| 2018 | Guo Liang                 | Arvin Moazemi               | Batsaikhan Tegshbayar       |
| 2019 | Patompob Phonarjthan      | Tegshbayar Batsaikhan       | Leung Ka Yu                 |
| 2020 | Mow Ching Yin             | Alisher Zhumakan            | Bernard Benyamin van Aert   |

### Omnium
| Ano  | Medalha de ouro       | Medalha de prata | Medalha de bronze     |
| ---- | --------------------- | ---------------- | --------------------- |
| 2008 | Wu Po-hung            | Alexey Lyalko    | Kwok Ho Ting          |
| 2009 | Kwok Ho Ting          | Wu Po-hung       | Ryu Sasaki            |
| 2010 | Cho Ho-sung           | Kazuhiro Mori    | Wu Po-hung            |
| 2011 | Cho Ho-sung           | Kwok Ho Ting     | Kazuhiro Mori         |
| 2012 | Alexey Lyalko         | Jang Sun-jae     | Kwok Ho Ting          |
| 2013 | Artyom Zakharov       | Shan Shuang      | Kazushige Kuboki      |
| 2014 | Liu Hao               | Eiya Hashimoto   | Cheung King Lok       |
| 2015 | Timur Gumerov         | Im Jae-yeon      | Artyom Zakharov       |
| 2016 | Eiya Hashimoto        | Artyom Zakharov  | Liu Hao               |
| 2017 | Sultanmurat Miraliyev | Leung Chun Wing  | Kim Ok-cheol          |
| 2018 | Eiya Hashimoto        | Yousif Mirza     | Artyom Zakharov       |
| 2019 | Eiya Hashimoto        | Yousif Mirza     | Shin Donativo Genebra |
| 2020 | Eiya Hashimoto        | Artyom Zakharov  | Shin Donativo Genebra |

### Madison
| Ano  | Medalha de ouro                                   | Medalha de prata                                      | Medalha de bronze                                 |
| ---- | ------------------------------------------------- | ----------------------------------------------------- | ------------------------------------------------- |
| 1999 | Irão Alireza Haghi Moezeddin Seyed-Rezaei         | Japão                                                 | Hong Kong · Wong Kam-po · Ho Siu Lun              |
| 2001 | Japão                                             | Irão Amir Zargari Alireza Haghi                       | Hong Kong                                         |
| 2003 | Cazaquistão · Yuriy Yuda · Vladimir Bushanskiy    | Coreia do Sul Kwak Hoon-sin Suh Seok-kyu              | Irão Amir Zargari Abbas Saeidi Tanha              |
| 2004 | China · Shi Guijun · Wang Guozhang                | Japão · Taiji Nishitani · Kazuhiro Mori               | Coreia do Sul Choi Dae-yong Lee Hyun-gu           |
| 2006 | Coreia do Sul Youm Jung-hwan Park Sung-baek       | Hong Kong · Cheung King Wai · Wong Kam-po             | Irão Mehdi Sohrabi Amir Zargari                   |
| 2007 | Coreia do Sul Jang Sun-jae Jang Chan-jae          | Japão · Makoto Iijima · Kazuhiro Mori                 | Irão Mehdi Sohrabi Amir Zargari                   |
| 2008 | Hong Kong · Wong Kam-po · Kwok Ho Ting            | Uzbequistão · Vadim Shaekhov · Temur Mukhamedov       | Coreia do Sul Shin Dong-hyun Lee Chan-woo         |
| 2009 | Hong Kong · Kwok Ho Ting · Wong Kam-po            | Japão · Kazuhiro Mori · Masakazu Ito                  | Cazaquistão · Sergey Kuzin · Ilya Chernyshov      |
| 2010 | Coreia do Sul Jang Sun-jae Park Seon-ho           | Hong Kong · Wong Kam-po · Choi Ki Ho                  | Japão · Ryu Sasaki · Yu Motosuna                  |
| 2011 | Hong Kong · Kwok Ho Ting · Choi Ki Ho             | Irão Alireza Haghi Mohammad Rajabloo                  | Japão · Kazushige Kuboki · Taiji Nishitani        |
| 2012 | Hong Kong · Cheung King Lok · Choi Ki Ho          | Cazaquistão · Artyom Zakharov · Pavel Gatskiy         | Irão Amir Zargari Abbas Saeidi Tanha              |
| 2013 | Hong Kong · Choi Ki Ho · Kwok Ho Ting             | Coreia do Sul Choi Seung-woo Jang Sun-jae             | Irão Alireza Haghi Mohammad Rajabloo              |
| 2014 | Hong Kong · Cheung King Lok · Leung Chun Wing     | Cazaquistão · Nikita Panassenko · Pavel Gatskiy       | Coreia do Sul Jang Sun-jae Park Keon-woo          |
| 2015 | Hong Kong · Cheung King Lok · Leung Chun Wing     | Irão Amir Zargari Arvin Moazami Godarzi               | Coreia do Sul Park Keon-woo Choi Seung-woo        |
| 2016 | Coreia do Sul Shin Donativo Genebra Park Keon-woo | Hong Kong · Cheung King Lok · Leung Chun Wing         | Cazaquistão · Nikita Panassenko · Robert Gaineyev |
| 2017 | Coreia do Sul Park Sang-hoon Im Jae-yeon          | Cazaquistão · Sultanmurat Miraliyev · Artyom Zakharov | Japão · Taisei Kobayashi · Minori Shimmura        |
| 2018 | Hong Kong · Cheung King Lok · Leung Chun Wing     | Irão Mohammad Rajablou Mahdi Sohrabi                  | Coreia do Sul Im Jae-yeon Kim Ok-cheol            |
| 2019 | Coreia do Sul Im Jae-yeon Kim Ok-cheol            | China · Guo Liang · Shen Pingan                       | Japão · Eiya Hashimoto · Kazushige Kuboki         |
| 2020 | Coreia do Sul Shin Dong-in Kim Eu-ro              | Japão · Eiya Hashimoto · Kazushige Kuboki             | Cazaquistão · Artyom Zakharov · Roman Vassilenkov |

### Corrida de eliminação
| Ano  | Medalha de ouro | Medalha de prata | Medalha de bronze |
| ---- | --------------- | ---------------- | ----------------- |
| 1995 | Cho Ho-sung     | Sergey Konnov    | Norberto Oconer   |
| 2001 | Cho Ho-sung     | Paulo Manapul    | Amir Zargari      |
| 2002 | Amir Zargari    | Makoto Iijima    | Agus Yulianto     |
| 2003 | Choi Soon-young | Amir Zargari     | Alexey Kolessov   |
| 2004 | Amir Zargari    | Makoto Iijima    | Agus Yulianto     |
| 2005 | Park Sung-baek  | Alexey Lyalko    | Im Byung-hyun     |

### Velocidade por equipes
| Ano  | Medalha de ouro                                                   | Medalha de prata                                                    | Medalha de bronze                                                   |
| ---- | ----------------------------------------------------------------- | ------------------------------------------------------------------- | ------------------------------------------------------------------- |
| 1999 | Japão · Narihiro Inamura · Toshiaki Fushimi · Takanobu Jumonji    | Coreia do Sul Hyun Byung-Chul Hong Suk-Hwan Ji Sung-Hwan            | Taipé Chinesa · Cheng Keng-hsien · Wu Hsien-tang · Tseng Chi-ming   |
| 2001 | Japão · Takashi Kaneko · Hiroyuki Nunoi · Keiichi Omori           | Coreia do Sul Cho Hyun-ok Song Kyung-bang Kim Chi-bum               | Taipé Chinesa · Liu Chih-feng · Lin Chih-hsun · Lin Kun-hung        |
| 2002 | Japão · Keiichi Omori · Kiyofumi Nagai · Tomohiro Nagatsuka       | China                                                               | Taipé Chinesa                                                       |
| 2003 | Japão · Masaki Inoue · Yuichiro Maesori · Hiroyuki Inagaki        | Coreia do Sul                                                       | Taipé Chinesa                                                       |
| 2004 | Japão · Keiichiro Yaguchi · Masaki Inoue · Keiichi Omori          | Taipé Chinesa                                                       | Coreia do Sul Choi Jeong-wook Jeon Yeong-gyu                        |
| 2005 | China · Zhang Lei · Feng Yong · Gao Yahui                         | Coreia do Sul Jeon Yeong-gyu Kim Chi-bum Cho Ho-sung                | Malásia · Junaidi Mohd Nasir · Mohd Rizal Tisin · Mohd Hafiz Sufian |
| 2006 | China · Zhang Lei · Wu Dan · Lin Feng                             | Japão · Kazuya Narita · Tsubasa Kitatsuru · Yudai Nitta             | Malásia · Mohd Rizal Tisin · Mohd Hafiz Sufian · Junaidi Mohd Nasir |
| 2007 | China · Feng Yong · Lin Feng · Zhang Lei                          | Coreia do Sul Kang Dong-jin Choi Lae-seon Park Soo-hyun             | Irão Farshid Farsinejadian Mahmoud Parash Hassan Ali Varposhti      |
| 2008 | China · Zhang Qiang · Tang Qi · Li Wenhao                         | Malásia · Azizulhasni Awang · Mohd Rizal Tisin · Mohd Edrus Yunus   | Japão · Kiyofumi Nagai · Tomohiro Nagatsuka · Yudai Nitta           |
| 2009 | Malásia · Azizulhasni Awang · Mohd Edrus Yunus · Mohd Rizal Tisin | Irão Farzin Arab Hassan Ali Varposhti Alireza Ahmadi                | China · Zhang Qiang · Bao Saifei · Han Tao                          |
| 2010 | China · Cheng Changsong · Zhang Lei · Zhang Miao                  | Japão · Kazuya Narita · Yudai Nitta · Kazunari Watanabe             | Irão Farzin Arab Hassan Ali Varposhti Mahmoud Parash                |
| 2011 | China · Zhang Lei · Zhang Miao · Cheng Changsong                  | Japão · Kazuki Amagai · Tsubasa Kitatsuru · Kota Asai               | Malásia · Josiah Ng · Mohd Edrus Yunus · Mohd Rizal Tisin           |
| 2012 | China · Cheng Changsong · Zhang Lei · Zhang Miao                  | Japão · Seiichiro Nakagawa · Yudai Nitta · Kazunari Watanabe        | Irão Farzin Arab Mahmoud Parash Mohammad Parash                     |
| 2013 | China · Hu Ke · Tang Qi · Xu Chao                                 | Malásia · Arfy Qhairant Amran · Mohd Edrus Yunus · Farhan Amri Zaid | Japão · Kenta Inake · Takashi Sakamoto · Makuru Wada                |
| 2014 | Coreia do Sul Kang Dong-jin Im Chae-bin Son Je-yong               | China · Hu Ke · Xu Chao · Bao Saifei                                | Japão · Seiichiro Nakagawa · Kazunari Watanabe · Yudai Nitta        |
| 2015 | Coreia do Sul Im Chae-bin Kang Dong-jin Son Je-yong               | Japão · Yudai Nitta · Kazunari Watanabe · Kazuki Amagai             | China · Xu Chao · Bao Saifei · Hu Ke                                |

### Perseguição por equipes
| Ano  | Medalha de ouro                                                                               | Medalha de prata                                                                        | Medalha de bronze                                                                            |
| ---- | --------------------------------------------------------------------------------------------- | --------------------------------------------------------------------------------------- | -------------------------------------------------------------------------------------------- |
| 1963 | Malaia                                                                                        | Irã                                                                                     | Predefinição:Country data South Vietnam                                                      |
| 1971 | Japão · Takeo Ota · Masayuki Hasebe · Yaichi Numata · Kenichi Ono                             | Coreia do Sul Suk Choon-Bong Kim Kwang-sun Ro Hae-soo Kwon Jung-kook                    | Tailândia · Suriya Saechia · Vitaya Poontharikapan · Cherdchoo Sukkato · Pinit Kaykopkaew    |
| 1995 | Coreia do Sul                                                                                 | Japão                                                                                   |                                                                                              |
| 1999 | Japão · Noriyuki Iijima · Toshibumi Kodama · Isao Matsuzaki · Shinya Sakamoto                 | Coreia do Sul Cho Hyun-ok Kwan Ki-bak Hong Suk-hwan Noh Young-shik                      | Irão Alireza Haghi Mousa Arbati Reza Raz Hassan Maleki Amir Zargari                          |
| 2001 | Coreia do Sul Choi Soon-young Chun Dae-hong Cho Ho-sung Chang Il-nam                          | Taipé Chinesa · Chen Teng-tian · Pai Chi-lin · Ting Cheng-chang · Tsai Shao-yu          | Japão · Noriyuki Iijima · Yusuke Kuroki · Megumu Morohashi · Kanotoshi Madoba                |
| 2002 | China                                                                                         | Irão Hossein Askari Amir Zargari Abbas Saeidi Tanha Mousa Arbati Alireza Haghi          | Japão                                                                                        |
| 2003 | Coreia do Sul Song Kyung-bang Choi Soon-young Jang Sun-jae Kwak Hoon-sin                      | Irão Alireza Haghi Mehdi Sohrabi Abbas Saeidi Tanha Amir Zargari Hossein Askari         | Japão · Takashi Sasaki · Kei Uchida · Taiji Nishitani · Yusuke Kuroki                        |
| 2004 | Coreia do Sul Choi Dae-yong Song Kyung-bang Park Sun-ho Lee Hyun-gu                           | Irão Mehdi Sohrabi Amir Zargari Hossein Askari Alireza Haghi                            | Japão · Kei Uchida · Taiji Nishitani · Yusuke Kuroki · Kazuhiro Mori                         |
| 2005 | Coreia do Sul Jang Sun-jae Park Sung-baek Cho Hyun-ok Youm Jung-hwan                          | Irão Mehdi Sohrabi Amir Zargari Hossein Askari Alireza Haghi                            | Japão · Tadashi Iijima · Makoto Iijima · Taiji Nishitani · Kazuhiro Mori                     |
| 2006 | Coreia do Sul Jang Sun-jae Park Sung-baek Youm Jung-hwan Kim Dong-hun                         | Irão Ghader Mizbani Alireza Haghi Abbas Saeidi Tanha Amir Zargari                       | Taipé Chinesa · Liu Chin-feng · Lee Wei-cheng · Lin Heng-hui · Chen Chien-ting               |
| 2007 | China · Li Wei · Qu Xuelong · Chen Libin · Ma Teng                                            | Irão Amir Zargari Alireza Haghi Hossein Nateghi Mehdi Sohrabi                           | Coreia do Sul Jang Sun-jae Jang Chan-jae Hwang In-hyeok Kim Tae-gyun                         |
| 2008 | China · Li Wei · Qu Xuelong · Chen Libin · Ma Teng                                            | Irão Amir Zargari Mostafa Seyed-Rezaei Mehdi Sohrabi Hossein Nateghi Abbas Saeidi Tanha | Japão · Makoto Iijima · Kazuhiro Mori · Reona Sumi · Takayuki Kawanishi                      |
| 2009 | China · Li Wei · Qu Xuelong · Ma Teng · Chen Libin                                            | Irão Arvin Moazzami Alireza Haghi Behnam Khosroshahi Hossein Nateghi                    | Cazaquistão · Sergey Kuzin · Nikolay Ivanov · Anton Diganov · Alexey Kolessov · Maxim Gourov |
| 2010 | Coreia do Sul Cho Ho-sung Hwang In-hyeok Jang Sun-jae Park Seon-ho                            | China · Chen Pan · Jiang Xiao · Li Chuanmin · Wang Jie                                  | Hong Kong · Cheung King Lok · Choi Ki Ho · Kwok Ho Ting · Wong Kam-po                        |
| 2011 | Coreia do Sul Jang Sun-jae Park Sung-baek Park Seon-ho Park Keon-eoo                          | Hong Kong · Cheung King Lok · Kwok Ho Ting · Cheung King Wai · Choi Ki Ho               | Japão · Kazushige Kuboki · Yu Motosuna · Taiji Nishitani · Ryu Sasaki                        |
| 2012 | Coreia do Sul Jang Sun-jae Park Keon-eoo Park Seon-ho Park Sung-baek                          | Hong Kong · Cheung King Lok · Cheung King Wai · Choi Ki Ho · Kwok Ho Ting               | Cazaquistão · Sergey Kuzin · Alexey Lyalko · Dias Omirzakov · Artyom Zakharov                |
| 2013 | Coreia do Sul Jang Sun-jae Park Keon-eoo Park Seon-ho Park Sung-baek                          | Japão · Eiya Hashimoto · Shogo Ichimaru · Kazuki Ito · Kazushige Kuboki                 | Hong Kong · Cheung King Lok · Choi Ki Ho · Kwok Ho Ting · Leung Chun Wing                    |
| 2014 | China · Shi Tao · Yuan Zhong · Qin Chenlu · Shen Pingan                                       | Hong Kong · Cheung King Wai · Cheung King Lok · Leung Chun Wing · Wu Lok Chun           | Coreia do Sul Jang Sun-jae Park Keon-woo Park Seon-ho Cho Ho-sung                            |
| 2015 | China · Liu Hao · Shen Pingan · Qin Chenlu · Liu Wei                                          | Japão · Ryo Chikatani · Kazushige Kuboki · Takuto Kurabayashi · Shogo Ichimaru          | Coreia do Sul Shin Don-gin Park Keon-woo Im Jae-yeon Park Sang-hoon                          |
| 2016 | China · Liu Hao · Fan Yang · Qin Chenlu · Shen Pingan · Xue Chaohua                           | Japão · Ryo Chikatani · Kazushige Kuboki · Hiroaki Harada · Shogo Ichimaru              | Coreia do Sul Park Keon-woo Kim Ok-cheol Min Kyeong-ho Shin Don-gin Im Jae-yeon              |
| 2017 | China · Yuan Zhong · Fan Yang · Qin Chenlu · Xue Saifei                                       | Coreia do Sul Min Kyeong-ho Park Sang-hoon Kim Ok-cheol Im Jae-yeon                     | Japão · Takuto Kurabayashi · Ryo Chikatani · Minori Shimmura · Hiroaki Harada                |
| 2018 | Japão · Ryo Chikatani · Shogo Ichimaru · Shunsuke Imamura · Keitaro Sawada                    | Coreia do Sul Min Kyeong-ho Im Jae-yeon Kim Ok-cheol Kang Tae-woo                       | China · Hou Yake · Xue Chaohua · Qin Chenlu · Shen Pingan                                    |
| 2019 | Coreia do Sul Im Jae-yeon Kim Ok-cheol Min Kyeong-ho Shin Don-gin                             | Japão · Ryo Chikatani · Eiya Hashimoto · Shogo Ichimaru · Kazushige Kuboki              | Cazaquistão · Robert Gaineyev · Roman Vassilenkov · Artyom Zakharov · Alisher Zhumakan       |
| 2020 | Japão · Ryo Chikatani · Shunsuke Imamura · Kazushige Kuboki · Keitaro Sawada · Eiya Hashimoto | Coreia do Sul Park Sang-hoon Shin Dong-in Min Kyeong-ho Im Jae-yeon Jang Hun            | Hong Kong · Mow Ching Yin · Leung Ka Yu · Cheung King Lok · Leung Chun Wing                  |

## Eventos de pista feminino

### Velocidade
| Ano  | Gold Medal      | Silver Medal    | Bronze Medal     |
| ---- | --------------- | --------------- | ---------------- |
| 1995 | Chang Yubin     | Seiko Hashimoto | Shim Eun-jung    |
| 1999 | Wang Yan        | Jiang Cuihua    | Kazuyo Murashita |
| 2001 | Lu Yi-wen       | Lee Jong-ae     | Ku Hyun-jin      |
| 2002 | Tian Fang       | Maya Tachikawa  | Lu Yi-wen        |
| 2003 | Jiang Cuihua    | Ahn Yun-hee     | Maya Tachikawa   |
| 2004 | Jiang Yonghua   | Tian Fang       | Maya Tachikawa   |
| 2005 | Zhang Lei       | Gao Yawei       | Gu Hyon-jin      |
| 2006 | Gong Jinjie     | Li Na           | You Jin-a        |
| 2007 | Guo Shuang      | Zheng Lulu      | Uyun Muzizah     |
| 2008 | Zheng Lulu      | Gong Jinjie     | Huang Ting-ying  |
| 2009 | Zheng Lulu      | Gong Jinjie     | Fatehah Mustapa  |
| 2010 | Guo Shuang      | Gong Jinjie     | Lee Wai Sze      |
| 2011 | Guo Shuang      | Lin Junhong     | Lee Wai Sze      |
| 2012 | Lee Wai Sze     | Fatehah Mustapa | Shi Jingjing     |
| 2013 | Fatehah Mustapa | Shi Jingjing    | Li Xuemei        |
| 2014 | Lin Junhong     | Zhong Tianshi   | Lee Wai Sze      |
| 2015 | Lee Wai Sze     | Lin Junhong     | Fatehah Mustapa  |
| 2016 | Junhong Lin     | Lee Hyejin      | Lee Wai-sze      |
| 2017 | Lee Wai-sze     | Kim Won-Gyeong  | Lee Hyejin       |
| 2018 | Lee Wai-sze     | Zhong Tianshi   | Lee Hye-jin      |
| 2019 | Lee Wai-sze     | Zhong Tianshi   | Lee Hye-jin      |
| 2020 | Lee Wai Sze     | Zhong Tianshi   | Yuka Kobayashi   |

### 500 m contrarrelógio
| Ano  | Medalha de ouro | Medalha de prata | Predefinição:Bronze2 Medalha de bronze |
| ---- | --------------- | ---------------- | -------------------------------------- |
| 1995 | Chang Yubin     |                  |                                        |
| 2001 | Lu Yi-wen       | Maya Tachikawa   | Ku Hyun-jin                            |
| 2002 | Jiang Yonghua   | Maya Tachikawa   | Lu Yi-wen                              |
| 2003 | Jiang Cuihua    | Maya Tachikawa   | Kim Yong-Mi                            |
| 2004 | Jiang Yonghua   | Tian Fang        | Maya Tachikawa                         |
| 2006 | Gong Jinjie     | Hsiao Mei-yu     | You Jin-a                              |
| 2007 | Hsiao Mei-yu    | Guo Shuang       | Uyun Muzizah                           |
| 2008 | Gong Jinjie     | Fatehah Mustapa  | Huang Ting-ying                        |
| 2009 | Gong Jinjie     | Lee Wai Sze      | Fatehah Mustapa                        |
| 2010 | Guo Shuang      | Lee Wai Sze      | Kim Won-gyeong                         |
| 2011 | Lee Wai Sze     | Guo Shuang       | Fatehah Mustapa                        |
| 2012 | Lee Wai Sze     | Xu Yulei         | Fatehah Mustapa                        |
| 2013 | Lee Wai Sze     | Shi Jingjing     | Fatehah Mustapa                        |
| 2014 | Lee Wai Sze     | Lee Hye-jin      | Fatehah Mustapa                        |
| 2015 | Lee Wai Sze     | Fatehah Mustapa  | Kayono Maeda                           |
| 2016 | Zhong Tianshi   | Lee Wai-sze      | Hsiao Mei Yu                           |
| 2017 | Lee Wai-sze     | Cho Sun-young    | Li Xue Mei                             |
| 2018 | Lee Wai-sze     | Song Chaorui     | Fatehah Mustapa                        |
| 2019 | Lin Junhong     | Kim Soo-hyun     | Crismonita Dwi Putri                   |
| 2020 | Chen Feifei     | Kim Soo-hyun     | Fatehah Mustapa                        |

### Keirin
| Ano  | Medalha de ouro | Medalha de prata | Medalha de bronze |
| ---- | --------------- | ---------------- | ----------------- |
| 2003 | Jiang Cuihua    | Maya Tachikawa   | Lee Jong-ae       |
| 2004 | Maya Tachikawa  | Tian Fang        | Ahn Yeon-hee      |
| 2006 | You Jin-a       | Li Na            | Hsiao Mei-yu      |
| 2007 | Zheng Lulu      | Sakie Tsukuda    | Gu Sun-geun       |
| 2008 | Zheng Lulu      | Fatehah Mustapa  | Jutatip Maneephan |
| 2009 | Zheng Lulu      | Hiroko Ishii     | Jutatip Maneephan |
| 2011 | Guo Shuang      | Park Eun-mi      | Gong Jinjie       |
| 2012 | Fatehah Mustapa | Xu Yulei         | Lee Wai Sze       |
| 2013 | Lee Wai Sze     | Fatehah Mustapa  | Li Xuemei         |
| 2014 | Lee Wai-sze     | Kim Wong-yeong   | Zhong Tianshi     |
| 2015 | Lin Junhong     | Lee Hye-jin      | Lee Wai Sze       |
| 2016 | Lee Wai-sze     | Fatehah Mustapa  | Lee Hyejin        |
| 2017 | Lee Wai-sze     | Lee Hyejin       | Kayono Maeda      |
| 2018 | Lee Wai-sze     | Lee Hye-jin      | Zhong Tianshi     |
| 2019 | Yuka Kobayashi  | Lee Wai-sze      | Zhong Tianshi     |
| 2020 | Lee Wai Sze     | Yuka Kobayashi   | Lee Hye-jin       |

### Perseguição individual
| Ano  | Medalha de ouro | Medalha de prata  | Medalha de bronze |
| ---- | --------------- | ----------------- | ----------------- |
| 1995 | Ma Huizhen      | Wang Quingzhi     |                   |
| 1999 | Zhao Haijuan    | Kim Yong-mi       | Kaori Iida        |
| 2001 | Kim Yong-mi     | Lim Hang-jun      | Nurhayati         |
| 2002 | Zhao Haijuan    | Uyun Muzizah      | Lan Hsiao-yun     |
| 2003 | Li Meifang      | Zhang Junying     | Lim Hyung-joon    |
| 2004 | Li Meifang      | Lim Hyung-joon    | Lan Hsiao-yun     |
| 2005 | Liu Yongli      | Han Song-hee      | Gu Sun-geun       |
| 2006 | Lee Min-hye     | Wang Li           | Liu Yongli        |
| 2007 | Lee Min-hye     | Ha Seon-ha        | Satomi Wadami     |
| 2008 | Li Wei          | Ha Seon-ha        | Leow Hoay Sim     |
| 2009 | Wu Chaomei      | Satomi Wadami     | Chanpeng Nontasin |
| 2010 | Jiang Fan       | Na Ah-reum        | Chanpeng Nontasin |
| 2011 | Lee Ju-mi       | Chanpeng Nontasin | Wu Chaomei        |
| 2012 | Maki Tabata     | Jamie Wong        | Huang Ho-hsun     |
| 2013 | Kim You-ri      | Sakura Tsukagoshi | Li Jiujin         |
| 2014 | Jing Yali       | Pang Yao          | Na Ah-reum        |
| 2015 | Huang Ting-ying | Yang Qianyu       | Supuksorn Nuntana |
| 2016 | Huang Ting-ying | Yang Qianyu       | Seu Eunju         |
| 2017 | Lee Ju-mi       | Yumi Kajihara     | Huang Dong Yan    |
| 2018 | Lee Ju-mi       | Huang Ting Ying   | Ma Menglu         |
| 2019 | Lee Ju-mi       | Olga Zabelinskaya | Wang Hong         |
| 2020 | Lee Ju-mi       | Leung Bo Yee      | Luo Yiwei         |

### Corrida por pontos
| Ano  | Medalha de ouro   | Medalha de prata  | Medalha de bronze |
| ---- | ----------------- | ----------------- | ----------------- |
| 1995 | Chang Yubin       | Nurhayati         | Chang Hsu-ying    |
| 1999 | Kaori Iida        | Fang Fen-fang     | Kim Yong-mi       |
| 2001 | Kim Yong-mi       | Nurhayati         | Lim Mi-young      |
| 2002 | Yang Limei        | Lan Hsiao-yun     | Zheng Puxiang     |
| 2003 | Han Song-hee      | Ni Fenghan        | Ayumi Otsuka      |
| 2004 | Chanpeng Nontasin | Ni Fenghan        | Lan Hsiao-yun     |
| 2005 | Gu Sun-geun       | Mayuko Hagiwara   | Noor Azian Alias  |
| 2006 | Li Yan            | Wang Jianling     | Jamie Wong        |
| 2007 | Li Yan            | Jamie Wong        | Satomi Wadami     |
| 2008 | Kim Eun-hee       | Chanpeng Nontasin | Li Wei            |
| 2009 | Meng Lang         | Chanpeng Nontasin | Hiroko Ishii      |
| 2010 | Mayuko Hagiwara   | Jamie Wong        | Tang Kerong       |
| 2011 | Na Ah-reum        | Wu Chaomei        | Jamie Wong        |
| 2012 | Jamie Wong        | Olga Drobysheva   | Maki Tabata       |
| 2013 | Jamie Wong        | Minami Uwano      | Jupha Somnet      |
| 2014 | Kisato Nakamura   | Chanpeng Nontasin | Jupha Somnet      |
| 2015 | Huang Ting-ying   | Rhee Chae-kyung   | Sakura Tsukagoshi |
| 2016 | Huang Ting-ying   | Jupha Somnet      | Minami Uwano      |
| 2017 | Yumi Kajihara     | Huang Li          | Kim Youri         |
| 2018 | Jupha Somnet      | Diao Xiaojuan     | Zeng Ke-xin       |
| 2019 | Olga Zabelinskaya | Huang Ting-ying   | Zhang Ying        |
| 2020 | Olga Zabelinskaya | Na Ah-reum        | Leung Bo Yee      |

### Stratch
| Ano  | Medalha de ouro  | Medalha de prata      | Medalha de bronze |
| ---- | ---------------- | --------------------- | ----------------- |
| 2003 | Lan Hsiao-yun    | Jiang Yanxia          | Gu Sun-geun       |
| 2005 | Kim Soo-Hyun     | Hsiao Mei-yu          | Noor Azian Alias  |
| 2007 | Son Hee-jung     | Gu Sun-geun           | Santia Tri Kusuma |
| 2008 | Park Eun-mi      | Santia Tri Kusuma     | Diao Xiao Juan    |
| 2009 | Meng Lang        | Jamie Wong            | Thatsani Wichana  |
| 2010 | I Fang-ju        | Lee Min-hye           | Diao Xiao Juan    |
| 2011 | Tseng Hsiao-chia | Jamie Wong            | Jutatip Maneephan |
| 2012 | Diao Xiao Juan   | Panwaraporn Boonsawat | Maki Tabata       |
| 2013 | Kim Eun-hee      | Tseng Hsiao-chia      | Gong Xingyu       |
| 2014 | Huang Dongyan    | Yang Qianyu           | Tseng Hsiao Chia  |
| 2015 | Huang Ting-ying  | Pang Yao              | Yoko Kojima       |
| 2016 | Yumi Kajihara    | Huang Ting-ying       | Jupha Somnet      |
| 2017 | Huang Li         | Kang Hyun-kyung       | Diao Xiao Juan    |
| 2018 | Huang Ting Ying  | Diao Xiaojuan         | Wang Xiaofei      |
| 2019 | Huang Ting-ying  | Shen Shanrong         | Pang Yao          |
| 2020 | Kie Furuyama     | Rinata Sultanova      | Shen Shanrong     |

### Omnium
| Ano  | Medalha de ouro   | Medalha de prata   | Medalha de bronze |
| ---- | ----------------- | ------------------ | ----------------- |
| 2009 | Santia Tri Kusuma | Sutharat Boonsawat | Hsiao Mei-yu      |
| 2010 | Na Ah-reum        | Diao Xiao Juan     | Hsiao Mei-yu      |
| 2011 | Lee Min-hye       | Jutatip Maneephan  | Minami Uwano      |
| 2012 | Huang Li          | Hsiao Mei-yu       | Lee Min-hye       |
| 2013 | Hsiao Mei-yu      | Lee Min-hye        | Minami Uwano      |
| 2014 | Luo Xiaolong      | Hsiao Mei-yu       | Lee Min-hye       |
| 2015 | Luo Xiaolong      | Diao Xiao Juan     | Hsiao Mei-yu      |
| 2016 | Luo Xiao Ling     | Hsiao Mei Yu       | Sakura Tsukagoshi |
| 2017 | Yumi Kajihara     | Luo Xiaoling       | Meng Zhaojuan     |
| 2018 | Yumi Kajihara     | Wang Xiaofei       | Huang Ting Ying   |
| 2019 | Yumi Kajihara     | Huang Ting-ying    | Olga Zabelinskaya |
| 2020 | Yumi Kajihara     | Wang Xiaofei       | Lee Sze Wing      |

### Corrida de eliminação
| Ano  | Medalha de ouro   | Medalha de prata | Medalha de bronze |
| ---- | ----------------- | ---------------- | ----------------- |
| 2001 | Kim Yong-mi       | Fang Fen-fang    | Nurhayati         |
| 2002 | Santia Tri Kusuma | Uyun Muzizah     | Yu Hong           |
| 2003 | Wang Weiping      | Gu Sun-geun      | Han Song-hee      |

### Velocidade por equipes
| Ano  | Medalha de ouro                                         | Medalha de prata                                     | Medalha de bronze                                              |
| ---- | ------------------------------------------------------- | ---------------------------------------------------- | -------------------------------------------------------------- |
| 2001 | Coreia do Sul Kim Yong-mi Lee Jong-ae Ku Hyun-jin       | Taipé Chinesa · Lu Yi-wen · Wu Fang-ju · Hsu Pei-wen | Indonésia · Nurhayati · Secelia Sucestoria · Santia Tri Kusuma |
| 2003 | Japão · Maya Tachikawa · Masumi Shinozaki · Tomoko Endo | China · Tian Fang · Ni Fenghan · Jiang Yanxia        | Coreia do Sul Kim Sun-hee Ahn Yun-hee Lee Jong-ae              |
| 2004 | China                                                   | Japão · Maya Tachikawa · Tomoko Endo                 | Taipé Chinesa                                                  |
| 2005 | China · Zhang Lei · Gao Yawei · Gong Jinjie             | Coreia do Sul Gu Hyon-jin You Jin-a Kim Soo-hyun     | Taipé Chinesa · Hsiao Mei-yu · Lan Hsiao-yun · Huang Ho-hsun   |
| 2006 | China · Gong Jinjie · Wang Jianling                     | Coreia do Sul Lee Min-hye You Jin-a                  | Taipé Chinesa · I Fang-ju · Tseng Hsiao-chia                   |
| 2007 | China · Guo Shuang · Zheng Lulu                         | Indonésia · Uyun Muzizah · Santia Tri Kusuma         | Tailândia · Jutatip Maneephan · Wathinee Luekajorh             |
| 2008 | China · Zheng Lulu · Gong Jinjie                        | Taipé Chinesa · Hsiao Mei-yu · Huang Ting-ying       | Coreia do Sul You Jin-a Lee Eun-ji                             |
| 2009 | China · Zheng Lulu · Gong Jinjie                        | Taipé Chinesa · Hsiao Mei-yu · Huang Ting-ying       | Tailândia · Jutatip Maneephan · Wathinee Luekajorh             |
| 2010 | China · Gong Jinjie · Lin Junhong                       | Taipé Chinesa · Hsiao Mei-yu · Huang Ting-ying       | Hong Kong · Lee Wai Sze · Meng Zhao Juan                       |
| 2011 | China · Lin Junhong · Gong Jinjie                       | Coreia do Sul Kim Won-Gyeong Lee Eun-Ji              | Hong Kong · Lee Wai Sze · Meng Zhao Juan                       |
| 2012 | China · Shi Jingjing · Xu Yulei                         | Coreia do Sul Lee Eun-ji Lee Hye-jin                 | Hong Kong · Diao Xiao Juan · Wang Xiao Fei                     |
| 2013 | China · Li Xuemei · Shi Jingjing                        | Japão · Kanako Kase · Ryoko Nakagawa                 | Coreia do Sul Hong Hyeon-ji Lee Hye-jin                        |
| 2014 | China · Lin Junhong · Zhong Tianshi                     | Coreia do Sul Kim Wong-yeong Lee Hye-jin             | Japão · Kayono Maeda · Takako Ishii                            |
| 2015 | Coreia do Sul Lee Hye-jin Choi Seul-gi                  | Japão · Takako Ishii · Kayono Maeda                  | China · Li Xuemei · Shi Jingjing                               |
| 2016 | China · Gong Jinjie · Zhong Tianshi                     | Coreia do Sul Lee Hyejin Cho Sun-Young               | Japão · Takako Ishii · Kayono Maeda                            |
| 2017 | Coreia do Sul Kim Won-Gyeong Lee Hyejin                 | Hong Kong · Lee Wai-sze · Mi Wing-yu                 | Japão · Kayono Maeda · Ohta Riyu                               |
| 2018 | China · Zhong Tianshi · Song Chaorui                    | Coreia do Sul Lee Hye-jin Kim Won-gyeong             | Japão · Kayono Maeda · Riyu Ota                                |
| 2019 | China · Lin Junhong · Zhong Tianshi · Guo Yufang        | Coreia do Sul Kim Soo-hyun Lee Hye-jin               | Hong Kong · Lee Wai-sze · Mi Wing Yu                           |
| 2020 | China · Zhuang Wei · Zhang Linyin · Chen Feifei         | Coreia do Sul Kim Soo-hyun Lee Hye-jin               | Malásia · Fatehah Mustapa · Anis Amira Rosidi                  |

### Perseguição por equipes
| Ano  | Medalha de ouro                                                                    | Medalha de prata                                                           | Medalha de bronze                                                        |
| ---- | ---------------------------------------------------------------------------------- | -------------------------------------------------------------------------- | ------------------------------------------------------------------------ |
| 2001 | Taipé Chinesa · Chen Chiung-yi · Fang Fen-fang · Lan Hsiao-yun · Hwang He-xun      | Indonésia · Nurhayati · Secelia Sucestoria · Santia Tri Kusuma · Nuraini   | Coreia do Sul Kim Yong-mi Lim Hang-jun Lim Mi-young Ku Hyun-jin          |
| 2003 | China · Li Meifang · Qian Yunjuan · Zhang Junying · Jiang Yanxia                   | Coreia do Sul Gu Sun-geun Han Song-hee Choi Hye-kyeong Lim Hyung-joon      | None awarded                                                             |
| 2005 | Coreia do Sul Kim Soo-hyun You Jin-a Gu Sun-geun Han Song-hee                      | Índia · Rameshwori Devi · N. Chaoba Devi · V. Rejani · Kulwinder Kaur      | Paquistão · Rahila Bano · Misbah Mushtaq Ali · Anila · Sidra Sadaf       |
| 2009 | China · Meng Lang · Wu Chaomei · Tang Kerong                                       | Tailândia · Chanpeng Nontasin · Monrudee Chapookham · Wilaiwan Kunlapha    | Indonésia · Haryati · Wahyuti Sri Rahayu · Fitriyani                     |
| 2010 | China · Jiang Fan · Jiang Wenwen · Liang Jing                                      | Coreia do Sul Lee Min-hye Na Ah-reum Son Eun-ju                            | Taipé Chinesa · Hsiao Mei-yu · Huang Ho-hsun · Tseng Hsiao-chia          |
| 2011 | China · Jiang Fan · Liang Jing · Jiang Wenwen                                      | Coreia do Sul Lee Min-hye Na Ah-reum Kim You-ri                            | Hong Kong · Meng Zhao Juan · Jamie Wong · Diao Xiao Juan                 |
| 2012 | China · Jiang Fan · Jiang Wenwen · Liang Jing                                      | Japão · Kanako Kase · Maki Tabata · Minami Uwano                           | Taipé Chinesa · Hsiao Mei-yu · Huang Ho-hsun · Tseng Hsiao-chia          |
| 2013 | Coreia do Sul Kim Eun-hee Kim You-ri Lee Min-hye Son Hee-jung                      | Japão · Kanako Kase · Yoko Kojima · Sakura Tsukagoshi · Minami Uwano       | China · Gong Xingyu · Li Jiujin · Sha Hui · Zhang Lei                    |
| 2014 | China · Jing Yali · Zhao Baofang · Huang Dongyan · Jiang Wenwen                    | Coreia do Sul Na Ah-reum Kim You-ri Lee Min-hye Lee Ju-mi                  | Hong Kong · Yang Qianyu · Pang Yao · Meng Zhao Juan · Jamie Wong         |
| 2015 | China · Huang Dongyan · Zhao Baofang · Jing Yali · Jiang Wenwen                    | Hong Kong · Meng Zhao Juan · Leung Bo Yee · Yang Qianyu · Pang Yao         | Japão · Kanako Kase · Sakura Tsukagoshi · Minami Uwano · Kisato Nakamura |
| 2016 | China · Huang Dong Yan · Ma Menglu · Wang Hong · Chen Lulu                         | Japão · Sakura Tsukagoshi · Minami Uwano · Kisato Nakamura · Yumi Kajihara | Coreia do Sul Kim Youri Seu Eunju Lee Joohee Kang Hyunkyun               |
| 2017 | China · Huang Dong Yan · Chen Qiao Ling · Chen Si Yu · Luo Xiao Ling · Yang Jinsik | Hong Kong · Yang Qianyu · Pang Yao · Leung Bo Yee · Diao Xiaojuan          | Coreia do Sul Lee Ju-mi Son Eunju Kang Hyunkyun Kim Youri                |
| 2018 | Japão · Yuya Hashimoto · Kie Furuyama · Yumi Kajihara · Kisato Nakamura            | China · Wang Xiaofei · Liu Juali · Wang Hong · Ma Menglu                   | Coreia do Sul Lee Ju-mi Kim You-rido Kim Hyun-ji Yu Seon-ha              |
| 2019 | Coreia do Sul Kim You-rido Jang Sabido-ji Lee Ju-mi Na Ah-reum                     | Japão · Kie Furuyama · Yumi Kajihara · Kisato Nakamura · Miho Yoshikawa    | China · Liu Jiali · Wang Xiaofei · Wang Hong · Chen Qiaolin              |
| 2020 | Coreia do Sul Lee Ju-mi Na Ah-reum Kim Hyun-ji Jang Sabido-ji                      | China · Wang Xiaofei · Liu Jiali · Cao Yuan · Huang Zhilin                 | Japão · Yumi Kajihara · Kie Furuyama · Kisato Nakamura · Nao Suzuki      |